# Argentodites coloniensis
Argentodites coloniensis és un possible mamífer multituberculat del Cretaci de l'Argentina. És l'única espècie del gènere Argentodites i se'l coneix a partir d'una única quarta premolar inferior (p4) amb forma de navalla, provinent de la formació de La Colonia, que correspon pràcticament o completa al Maastrichtià (l'últim estatge del Cretaci). La p4 fa 4,15 mm de llargada i presenta sis cúspides al marge superior i llargues crestes associades a cada banda. L'esmalt es compon de prismes coberts totalment o parcial per una funda, situats a una mitjana de 6,57 μm l'un de l'altre. Zofia Kielan-Jaworowska descrigué i donà nom al fòssil l'any 2007. Basant-se en la forma de la dent i les característiques de l'esmalt, suggerí que es tractava d'un multituberculat i possiblement un cimolodont (un grup de mamífers majoritàriament boreals que arribaren a l'Argentina des de Nord-amèrica). Hi ha autors que consideren que Argentodites és un sinònim de Ferugliotherium, un membre del petit grup austral dels gondwanateris. Tot i que encara se'n debat la filiació, els mateixos gondwanateris podrien ser multituberculats.

## Descobriment i etimologia
A. coloniensis és conegut a partir d'una única dent premolar, denominada MPEF 604 i custodiada a les col·leccions del Museu Paleontològic Egidio Feruglio de Trelew (Argentina). Prové de la part central de la formació de La Colonia, a la província de Chubut (Argentina), que correspon al Cretaci superior (Maastrichtià i possiblement una part del Campanià). El 2007, Zofia Kielan-Jaworowska i col·laboradors descrigueren la premolar com a nou gènere i nova espècie, Argentodites coloniensis. El nom genèric Argentodites combina el nom «Argentina» i l'ètim grec hodites (‘viatger’), que al·ludeix a la presumpta migració d'aquest animal des de Nord-amèrica fins a l'Argentina, mentre que el nom específic coloniensis fa referència a la formació de La Colonia.

## Descripció

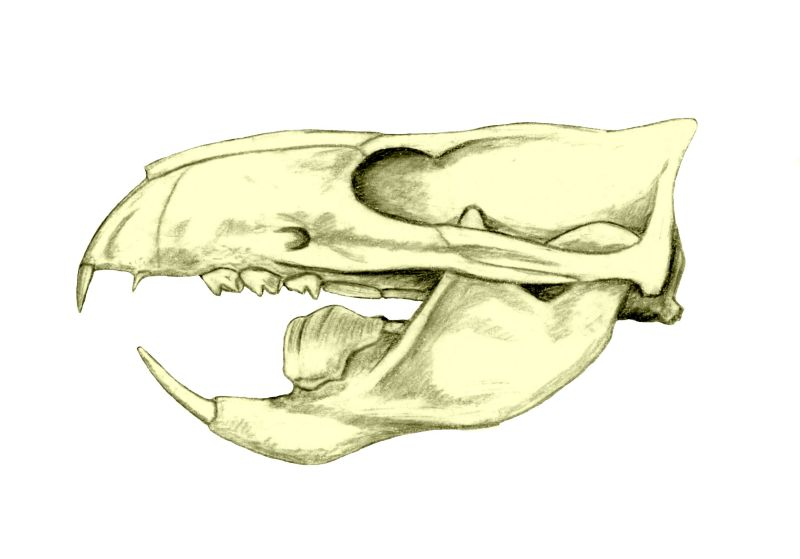
Crani del multituberculat cimolodont Ptilodus, amb una gran quarta premolar inferior (al maxil·lar inferior, darrere la incisiva)

L'únic espècimen conegut de A. coloniensis és una quarta premolar inferior (p4) amb forma de navalla. Fa 4,15 mm de llargada, 2,10 mm d'alçada i 1,35 mm d'amplada. La corona està gairebé completa, però manca gran part de les arrels. Kielan-Jaworowska valorà dues possibles orientacions de la dent, una amb el marge posterior gairebé vertical i l'altra amb el marge inclinat cap enrere i al final es decidí per la primera, que donava un posicionament més natural de les arrels. Tot i que la dreta i l'esquerra de la dent són gairebé idèntiques, considerà que el més probable és que la dent fos una p4 del costat esquerre, amb el costat lingual més convex com és habitual en les p4 dels multituberculats cimolodonts dotats d'una p4 grossa.
L'arrel anterior és més grossa que la posterior. Vistos des del costat, els marges superior i posterior són rectes, però l'anterior és convex. El marge superior presenta una filera de vuit cúspides, la primera de les quals es troba a una distància del marge anterior equivalent a un terç de la llargada de la dent. L'última és l'única que es veu desgastada, cosa que indica que la dent pertanyia a un animal jove. Hi ha unes llargues crestes que s'estenen en diagonal i cap endavant des de les cúspides fins a les vores lingual i labial de la dent. Les set primeres crestes de cada costat estan connectades a les cúspides corresponents, però les vuitenes no arriben tan lluny. A banda i banda de la dent, hi ha unes petites crestes situades darrere la vuitena cresta que s'estenen fins al marge posterior, denominades «cresta posterolabial» i «cresta posterolingual». La vora lingual presenta una cresta encara més petita.
S'ha conservat en bones condicions gairebé tot l'esmalt dental de la dent, que es compon de prismes (feixos de cristalls d'hidroxiapatita) d'un diàmetre mitjà de 3,8 μm. La majoria de prismes estan totalment coberts per una funda, però en alguns aquesta funda està oberta. Els prismes es corben una mica cap a la superfície exterior de la dent. Es poden observar cristalls de material interprismàtic situat entre els prismes, a un angle d'uns 45°. La distància mitjana entre prismes és de 6,57 μm, de manera que n'hi ha uns 27.247 per mil·límetre quadrat.

## Classificació
Kielan-Jaworowska i col·laboradors classificaren A. coloniensis com a multituberculat, dins d'un divers grup de mamífers prehistòrics de Lauràsia que també és conegut a partir d'unes quantes restes dubtoses o fragmentàries de Gondwana. Basant-se en la microestructura de l'esmalt semblant a la dels ptilodontoïdeus, un subgrup de cimolodonts, l'ubicaren sense gaire certesa en aquest clade. D'altra banda, el marge posterior recte recorda l'altre gran subgrup de multituberculats (els plagiaulàcides), mentre que el marge superior de la p4 no és tan voltat com en els ptilodontoïdeus. Consideraren que A. coloniensis era una espècie diferent de MACN-RN 975, un fòssil fragmentari de maxil·lar inferior amb p4 de la formació de Los Alamitos (Cretaci superior de l'Argentina) que descrigueren com a multituberculat «plagiaulàcide», car la p4 de MACN-RN és rectangular i té menys cúspides. Creien que A. coloniensis era un immigrant de Nord-amèrica, però no pogueren determinar amb precisió en quin moment del Cretaci arribà a Sud-amèrica.
En un article sobre la filiació dels gondwanateris publicat l'any 2009, Yamila Gurovich i Robin Beck afirmaren que la diferència de forma entre MACN-RN 975 i A. coloniensis és deguda al gran desgast sofert per l'espècimen de Los Alamitos. Argumentaren que les parts no desgastades de la p4 són pràcticament idèntiques a les parts corresponents de la p4 de A. coloniensis. A més, afirmaren que MACN-RN 975 presentava tantes crestes com A. coloniensis i tenia una mida similar (un 15% més grossa). Assignaren MACN-RN al gondwanateri Ferugliotherium i, per tant, sostingueren que Argentodites probablement correspon al feruglioteri o una espècie propera. El mateix any, Guillermo Rougier i col·laboradors també suggeriren que A. coloniensis podria ser molt proper al feruglioteri en un article sobre els mamífers de la formació Allen, una altra unitat rocosa del Cretaci argentí. El feruglioteri és un gondwanateri trobat en dipòsits del Cretaci superior de l'Argentina, mentre que els gondwanateris en si són un grup petit i enigmàtic del Cretaci superior i el Paleogen de Sud-amèrica, l'Antàrtida, Madagascar, l'Índia i possiblement Tanzània. Tot i que la posició evolutiva dels gondwanateris encara és objecte de debat, els dos equips que han identificat A. coloniensis com a gondwanateri consideren que els gondwanateris o bé són multituberculats o bé en són parents propers.